# Europarlamentari della Polonia della VII legislatura
Gli europarlamentari della Polonia della VII legislatura, eletti in seguito alle elezioni europee del 2009, sono stati i seguenti.

## Composizione storica
| Europarlamentare                   | Lista                               | Gruppo |
| ---------------------------------- | ----------------------------------- | ------ |
| Adam Bielan                        | Diritto e Giustizia                 | ECR    |
| Piotr Borys                        | Piattaforma Civica                  | PPE    |
| Jerzy Buzek                        | Piattaforma Civica                  | PPE    |
| Tadeusz Cymański                   | Diritto e Giustizia                 | ECR    |
| Ryszard Czarnecki                  | Diritto e Giustizia                 | ECR    |
| Lidia Joanna Geringer De Oedenberg | Alleanza della Sinistra Democratica | S&D    |
| Adam Gierek                        | Unione del Lavoro                   | S&D    |
| Marek Józef Gróbarczyk             | Diritto e Giustizia                 | ECR    |
| Andrzej Grzyb                      | Partito Popolare Polacco            | PPE    |
| Małgorzata Handzlik                | Piattaforma Civica                  | PPE    |
| Jolanta Emilia Hibner              | Piattaforma Civica                  | PPE    |
| Danuta Maria Hübner                | Piattaforma Civica                  | PPE    |
| Danuta Jazłowiecka                 | Piattaforma Civica                  | PPE    |
| Sidonia Mazur                      | Piattaforma Civica                  | PPE    |
| Filip Kaczmarek                    | Piattaforma Civica                  | PPE    |
| Jarosław Kalinowski                | Partito Popolare Polacco            | PPE    |
| Michał Tomasz Kamiński             | Diritto e Giustizia                 | ECR    |
| Lena Kolarska-Bobińska             | Piattaforma Civica                  | PPE    |
| Paweł Robert Kowal                 | Diritto e Giustizia                 | ECR    |
| Jacek Olgierd Kurski               | Diritto e Giustizia                 | ECR    |
| Ryszard Antoni Legutko             | Diritto e Giustizia                 | ECR    |
| Janusz Lewandowski                 | Piattaforma Civica                  | PPE    |
| Bogusław Liberadzki                | Alleanza della Sinistra Democratica | S&D    |
| Krzysztof Lisek                    | Piattaforma Civica                  | PPE    |
| Elżbieta Katarzyna Łukacijewska    | Piattaforma Civica                  | PPE    |
| Bogdan Kazimierz Marcinkiewicz     | Piattaforma Civica                  | PPE    |
| Marek Henryk Migalski              | Diritto e Giustizia                 | ECR    |
| Sławomir Nitras                    | Piattaforma Civica                  | PPE    |
| Jan Olbrycht                       | Piattaforma Civica                  | PPE    |
| Wojciech Michał Olejniczak         | Alleanza della Sinistra Democratica | S&D    |
| Mirosław Piotrowski                | Diritto e Giustizia                 | ECR    |
| Tomasz Piotr Poręba                | Diritto e Giustizia                 | ECR    |
| Jacek Protasiewicz                 | Piattaforma Civica                  | PPE    |
| Jacek Saryusz-Wolski               | Piattaforma Civica                  | PPE    |
| Joanna Senyszyn                    | Alleanza della Sinistra Democratica | S&D    |
| Czesław Siekierski                 | Partito Popolare Polacco            | PPE    |
| Marek Siwiec                       | Alleanza della Sinistra Democratica | S&D    |
| Joanna Katarzyna Skrzydlewska      | Piattaforma Civica                  | PPE    |
| Bogusław Sonik                     | Piattaforma Civica                  | PPE    |
| Konrad Szymański                   | Diritto e Giustizia                 | ECR    |
| Róża Thun Und Hohenstein           | Piattaforma Civica                  | PPE    |
| Rafał Trzaskowski                  | Piattaforma Civica                  | PPE    |
| Jarosław Wałęsa                    | Piattaforma Civica                  | PPE    |
| Jacek Włosowicz                    | Diritto e Giustizia                 | ECR    |
| Janusz Wojciechowski               | Diritto e Giustizia                 | ECR    |
| Paweł Zalewski                     | Piattaforma Civica                  | PPE    |
| Artur Zasada                       | Piattaforma Civica                  | PPE    |
| Janusz Zemke                       | Alleanza della Sinistra Democratica | S&D    |
| Zbigniew Ziobro                    | Diritto e Giustizia                 | ECR    |
| Tadeusz Zwiefka                    | Piattaforma Civica                  | PPE    |

## Modifiche intervenute

### Piattaforma Civica
- In data 04.03.2010 a Janusz Lewandowski subentra Jan Kozłowski.
- In data 17.12.2013 a Rafał Trzaskowski subentra Tadeusz Ross.
- In data 17.12.2013 a Lena Kolarska-Bobińska subentra Zbigniew Zaleski.

### Europarlamentari eletti per effetto dell'attribuzione di seggi ulteriori
- In data 07.12.2011 è proclamato eletto Arkadiusz Tomasz Bratkowski (Partito Popolare Polacco, Gruppo PPE).

### Modifiche nella rappresentanza dei partiti nazionali
- In data 29.12.2011 Tadeusz Cymański, Jacek Olgierd Kurski, Jacek Włosowicz e Zbigniew Ziobro lasciano il gruppo ECR e si iscrivono al gruppo EFD; in pari data, Zbigniew Ziobro lascia Diritto e Giustizia e aderisce a Polonia Solidale; in data 04.04.2012 anche gli altri tre europarlamentari lasciano Diritto e Giustizia e aderiscono a Polonia Solidale.
- In data 21.02.2011 Adam Bielan, Michał Tomasz Kamiński, Paweł Robert Kowal e Marek Henryk Migalski lasciano Diritto e Giustizia e aderiscono a La Polonia è la Più Importante (PJN).
- In data 13.06.2012 Adam Bielan lascia il PJN.
- In data 14.01.2014 Michał Tomasz Kamiński lascia il PJN.
- In data 14.01.2014 Paweł Robert Kowal e Marek Henryk Migalski lasciano il PJN e aderiscono a Polonia Insieme.
- In data 21.01.2014 Adam Bielan (indipendente) aderisce a Polonia Insieme.